# Find Me a Girl
Find Me a Girl – singel The Jacksons z albumu Goin' Places, wydany tylko w Stanach Zjednoczonych.

## Lista Utworów
1. Find Me a Girl
2. Diffrent Kind Of Lady

## Notowania
| Lista (1978)                      | Najwyższa pozycja |
| --------------------------------- | ----------------- |
| Billboard Hot R&B/Hip-Hop Singles | 38                |